# 斯旺萊克 (紐約州)
斯旺萊克（英語：Swan Lake）是位於美國紐約州沙利文縣的普查規定居民點。

## 人口
根據2020年美國人口普查的數據，斯旺萊克的面積為4.99平方千米，當中陸地面積為4.43平方千米，而水域面積為0.56平方千米。當地共有人口372人，而人口密度為每平方千米74.55人。